# 德米特里·拉普捷夫海峽

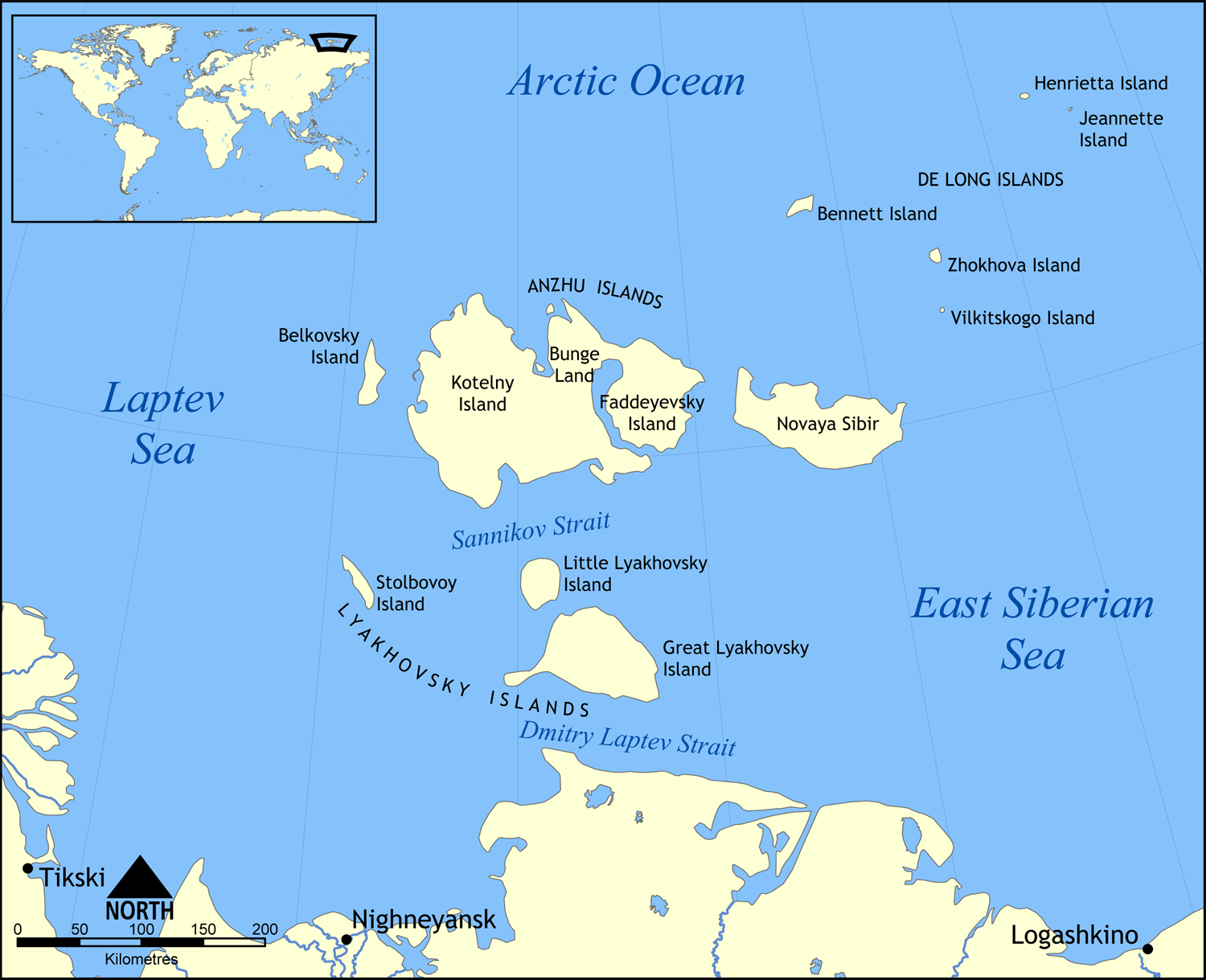
德米特里·拉普捷夫海峽位置

德米特里·拉普捷夫海峽（Пролив Дмитрия Лаптева）是俄羅斯的海峽，闊60公里，連接西面的拉普捷夫海和東面的東西伯利亞海，同時分隔利亞霍夫群島的大利亞霍夫島從南面的大陸。
该海峡以俄罗斯探险家德米特里·雅科夫列维奇·拉普捷夫的名字命名。
73°N 142°E / 73°N 142°E